# Freak metal
El freak metal (también llamado metal cómico o metal parodia), es un subgénero musical del metal originado en la década de 1990. Se caracteriza por un sonido basado en distintos subgéneros del metal y unas letras principalmente humorísticas o satíricas. Sus temas habituales incluyen la sociedad, la política, los famosos, los hechos del día a día, los tópicos del propio metal y otros grupos y artistas musicales. También es usual en este género versionar canciones conocidas dentro del mundo musical, cambiándoles la voz y la letra con fines paródicos. Estos grupos tienen una buena aceptación aunque no suelen contar con todo el apoyo de las discográficas, los oyentes y la prensa en el mundo metalero.

## Bandas de freak metal
- Alestorm
- Antiflown
- Asspera
- Black Ingvars
- Bronka
- Bürdel King
- Cannabis Corpse
- Children Of Dragon Maiden
- Dethklok
- Electric Callboy
- Electric Six
- El Reno Renardo
- Fantômas
- Feuerschwanz
- Freak Kitchen
- Gigatron
- Ghoul
- Gloryhammer
- Grailknights
- GWAR
- Hamburguesa vegetal
- JBO
- Knorkator
- La Cabra Loca
- La Orden del Kaos
- Leo Moracchioli
- Lillasyster
- Lindemann
- Los Parraleños
- Lujuria
- Mac sabbath
- Mamá Ladilla
- Mamonas Asassinas
- Massacration
- Metal Bikini
- Mojinos Escozíos
- Mr.Bungle
- Nanowar o Nanowar of Steel
- Nuclear Power Trio
- Ochorizo
- Okilly Dokilly
- Operación Mutante
- Pink Cream 69
- Primus
- Psychostick
- Psyopus
- Scrotex
- Sex Intruders
- Skitarg
- Sinergia
- Sin Fundamento
- Starbomb
- Steel Panther
- The Kristet Utseende
- The Darkness
- Tenacious D
- Ten Masked Men
- Waltari

- Datos: Q5487269